# Őszi vérfű
Az őszi vérfű vagy orvosi vérfű (Vérharmatfű, vérszopóka — Sanguisorba officinalis) a rózsafélék (Rosaceae) családjának vérfű (Sanguisorba) nemzetségébe tartozó növényfaj. Magyar (vérfű) és tudományos (officinalis) nevét egyaránt azért kapta, mert a hajtásaiból főzött teát már az ókor óta vérzések ellen használták.

## Származása, elterjedése
Holarktikus fajként Európában, Ázsiában és Észak-Amerikában is honos.
A Magyar-középhegységben és a Nyugat-Dunántúlon elég gyakori; találkozhatunk vele még a Mecsekalján. A Duna–Tisza-közén ritkább, a Tiszántúlról — a Nyírség kivételével — hiányzik. Alföldi lelőhelyei például a Dorozsma-Majsai-homokhát semlyékeiben túlélt, kiszáradó kékperjés láprétek, amelyeken több veszélyeztetett növényritkasággal él együtt. Ritka, érzékeny és védendő növénytársulások kísérőfaja.

## Megjelenése, felépítése

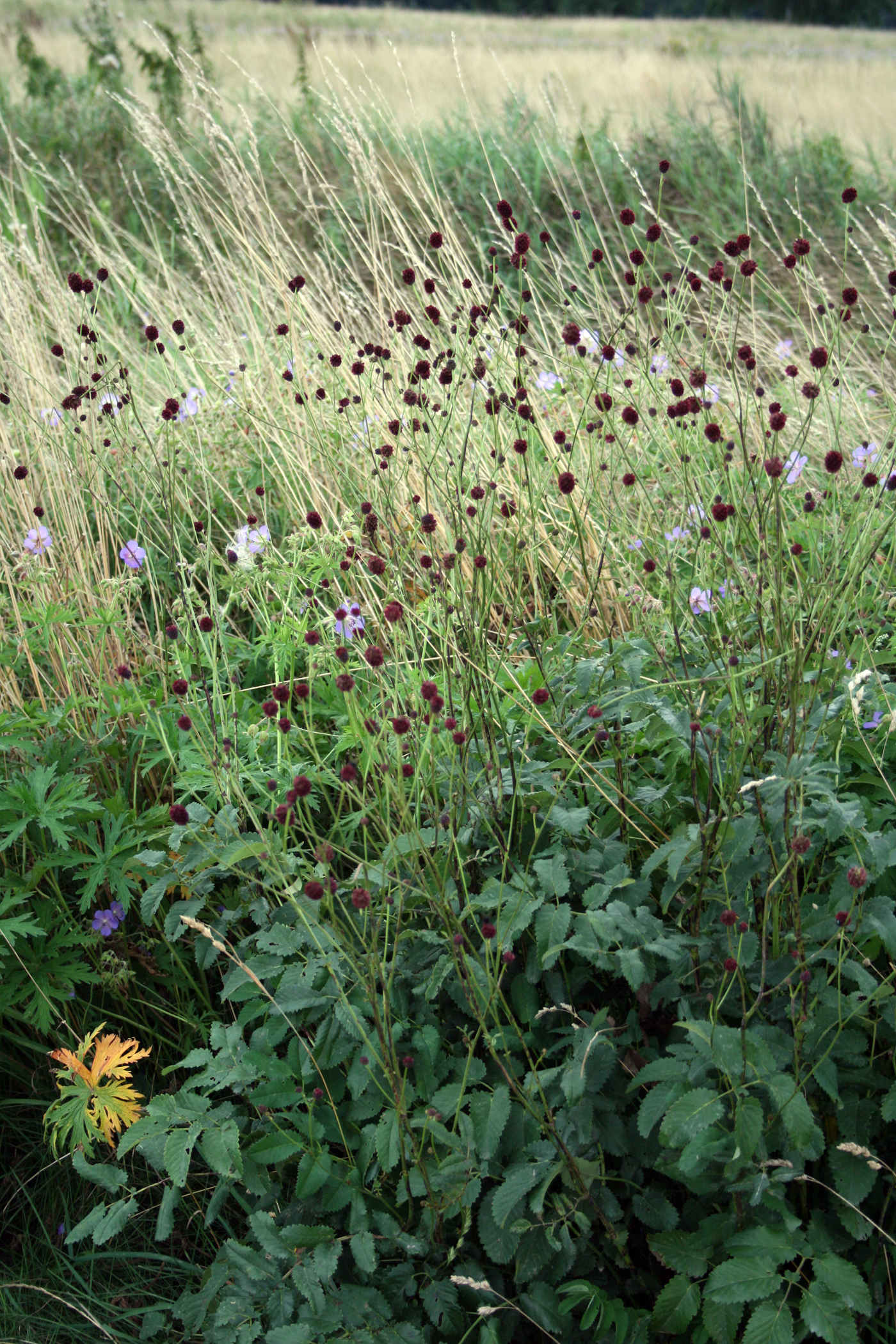

Lágy szárú, évelő növény, 30–100 cm magas, de karcsú hajtásai tápanyagban bővelkedő talajon akár 1 m fölé is megnőhetnek.
Tőlevélrózsában álló, páratlanul szárnyas összetett leveleinek fonáka kékeszöld. A hosszú nyelű és tojásdad alakú, csupasz levélkék válla szíves, éle csipkés a 7–15 levélszárny mindkét oldalán legalább 12 foggal. A fonákuk világoszöld.
A hajtások csúcsán növő és többnyire kétivarú, 2–4 cm hosszú, karmazsinvörös virágok csészéje négy cimpájú, 4 porzóval és 1 bibével, sziromlevelük pedig nincs. a virágból a porzók kilógnak. A virágok tömött, hosszúkás-tojásdad fejecskeszerű füzérvirágzattá állnak össze.
Négyélű kaszattermésében (áltermésében) egyetlen aszmag fejlődik.

## Életmódja, élőhelye
Láprétekre, láposodó kaszálórétekre jellemző. Szinte egész Európában, de Észak-Ázsiában és Észak-Amerika északi részén is megtalálható. Állandóan nedves talajt igényel; a nagy nitrogéntartalmú talajokról más növények többnyire kiszorítják. A talaj pH-jára nem érzékeny. A talaj degradálódását közepesen tűri.
Júliustól szeptemberig nyílik; virágait a szél porozza be.
A vérfű hangyaboglárka (Phengaris teleius) és a nemes aranybagoly (Diachrysia zosimi)  kizárólagos tápnövénye.

### Ökológiai jelentősége
A Kárpát-medencében a védett vérfű hangyaboglárka (Phengaris teleius) és az ugyancsak védett nemes aranybagoly (Diachrysia zosimi) kizárólagos tápnövénye.

## Hatóanyagai
Cseranyagokat (ellagitanninok), triterpén-glikozidokat (pl. szangviszorbin), flavonoidokat tartalmaz.

## Felhasználása
A népi gyógyászatban vérzéscsillapításra, hasmenés ellen, erős menstruációs panaszokra alkalmazták. A homeopátia görcsoldásra, a menopauza alatti köztes vérzések és hasmenéses megbetegedések ellen alkalmazza.
A zsenge levelek fűszerként is használhatók, bár erre a kis vérfű levele alkalmasabb.
Virágzó hajtását július–augusztusban gyűjtik (hasonló célokra gyökerét is hasznosítják). Klinikai kísérletek szerint alkoholos vagy vizes kivonata kiváló mikrobaölő. „A megállapított antimikrobiális hatás, különösen a bőr- és nyálkahártya-gyulladást okozó mikroorganizmusok szaporodásának gátlása, teljes mértékben indokolja a S. officinalis használatát a hagyományos gyógyászatban.”

## Hasonló, vele összetéveszthető fajok
- kis vérfű (Sanguisorba minor)
- lágytövisű vérfű (Sanguisorba muricata)

Ezek gyógyhatása hasonló, de gyengébb. A kis vérfű fűszernek is használatos, és ízletesebb az ilyen minőségében kevésbé megfelelő őszi vérfűnél.